# ハンガリーアニメ協会
ハンガリーアニメ協会(通称MAT、マット)は2003年7月6日に設立された全国的な公益事業の組織である。その目的は以下の通りである。
- 日本のアニメやマンガを大衆化して、社会にある間違ったステレオタイプを正す
- 近代的な日本の大衆文化の紹介、例えば、モダン音楽、習慣、ファッションなど
- 登録団体としての法的権限を背景に全国各地で上記の目的、テーマに基づく企画運営を行う
- 日本に関係のある活動をする組織と協力する
- 企業と協力し、ハンガリーでアニメとマンガを購入しやすくする

## 概要
設立当初よりMATは他の組織や個人、町のサークルと協力して、アニメコンベンションと呼ばれるアニメ・マンガ・日本についての知識を深めるプログラムを実施している。独自のイベント以外にも、コミックスや日本に関するイベントにも参加する。さらにMATはハンガリーで発表されるアニメやマンガについての記事に着目し、必要であれば訂正も行う。